# Kisekitaiken! Unbelievable
Kisekitaiken! Unbelievable (奇跡体験!アンビリバボー) (littéralement Les experiences miracles! Incroyable est une émission de télévision japonaise qui passe tous les jeudis. Elle présente des histoires vraies qui sont étonnantes.

## Le concept de l'émission
Dans l’émission, on peut en savoir plus sur des histoires miraculeuses. Il y a des miracles heureux avec plein d’espoirs, des phénomènes anormaux qu’on n’arrive pas à expliquer scientifiquement ou avec notre bon sens, et des phénomènes fantastiques effrayants. Le slogan de l’émission est « Des faits qu’on ne peut pas imaginer avec notre sens communs. Incroyable. Ça pourrait vous arriver demain ».

## Le caractère de l'émission
L’émission est basée sur des faits divers tirés d’histoires vraies dans le monde. Le spectacle a un style unique de recherche, qui est complète pour maintenir la bonne qualité, et le contenu est détaillé.

## Présentateurs
Depuis le 4 octobre 2012, Ayame Goriki (剛力彩芽) est la 4e hôtesse du show, après Aiko Sato (佐藤藍子), Mao Kobayashi (小林麻央), et Aya Omasa (en) (大政絢); les Bananaman (バナナマン) (Bananaman (comedy duo) (en)) , Osamu Shitara (設楽統) et Yuki Himura (日村勇紀), l’aident dans son travail de présentation. Takeshi Kitano (北野武) est le raconteur qui élucide des histoires incroyables dans le monde depuis la création du programme.

## La diffusion
L’émission est diffusée tous les jeudis de 19 h 57 jusqu’à 20 h 54. La première diffusion était en octobre 1997.

## L’audience
La diffusion du 5 mai 2005 a été regardée par beaucoup de personnes. L’audimat était 24.8 pour cent. C’était la 26e place dans le classement d’audimat de l’année pour les émissions pour les ménages.

## Produits dérivés
Il y a des livres sur l’émission.
- Kiseki taiken ! unbelievable Sekai ga naita Monogatari (奇跡体験！アンビリーバボー　世界が泣いた物語)  (ISBN 4584187525). Le livre présente 14 histoires émouvantes.
- Kyoufutaiken !kisekitaiken ! unbelievable (恐怖体験！奇跡体験！アンビリーバボー)  (ISBN 978-4-04-930005-5) et Kiyoufutaiken ! kisekitaiken ! unbelievable 2 (恐怖体験!奇跡体験!アンビリバボー〈2〉)  (ISBN 978-4049300420). Ce sont des livres qui présentent les histoires effrayantes de l’émission.